# Coppa Placci 1923
La Coppa Placci 1923, prima storica edizione della corsa, si svolse il 30 settembre 1923 su un percorso di 185 km. La vittoria fu appannaggio di Enea Dal Fiume, ciclista originario di Castel Guelfo di Bologna, che completò il percorso in 6h46', precedendo Giuseppe Poresini e Antonio Montevecchi.

## Ordine d'arrivo (Top 10)
| Pos. | Corridore           | Squadra | Tempo    |
| ---- | ------------------- | ------- | -------- |
| 1    | Enea Dal Fiume      | -       | 6h46'00" |
| 2    | Giuseppe Poresini   | -       | a 5"     |
| 3    | Antonio Montevecchi | -       | a 9"     |
| 4    | Luigi Molon         | -       | a 8'47"  |
| 5    | Fortunato Manicardi | -       | s.t.     |
| 6    | Aleardo Simoni      | -       | s.t.     |
| 7    | Agostino Golinelli  | -       | a 14'02" |
| 8    | Francesco Drei      | -       | s.t.     |
| 9    | Antonio Marini      | -       | s.t.     |
| 10   | Sante Bianchedi     | -       | s.t.     |